# Музична академія імені Гріга
Музична академія імені Гріга (норв. Griegakademiet) — вищий музичний навчальний заклад у Бергені (Норвегія). Названа на честь Едварда Гріга. Входить до складу Бергенського університету.
Заснована в 1905 році. В академії навчається близько 160 студентів, на основі повної зайнятості працює 25 викладачів. Академія тісно пов'язана з Бергенським філармонічним оркестром і двома духовими оркестрами. Окрему програму з вивчення народної музики академія проводить разом з університетом Макерере (Уганда).
Серед випускників — Лейф Ове Андснес, Харальд Северуд, Фідан Агаєва-Едлер.